# Tunel kolejowy w Łupkowie

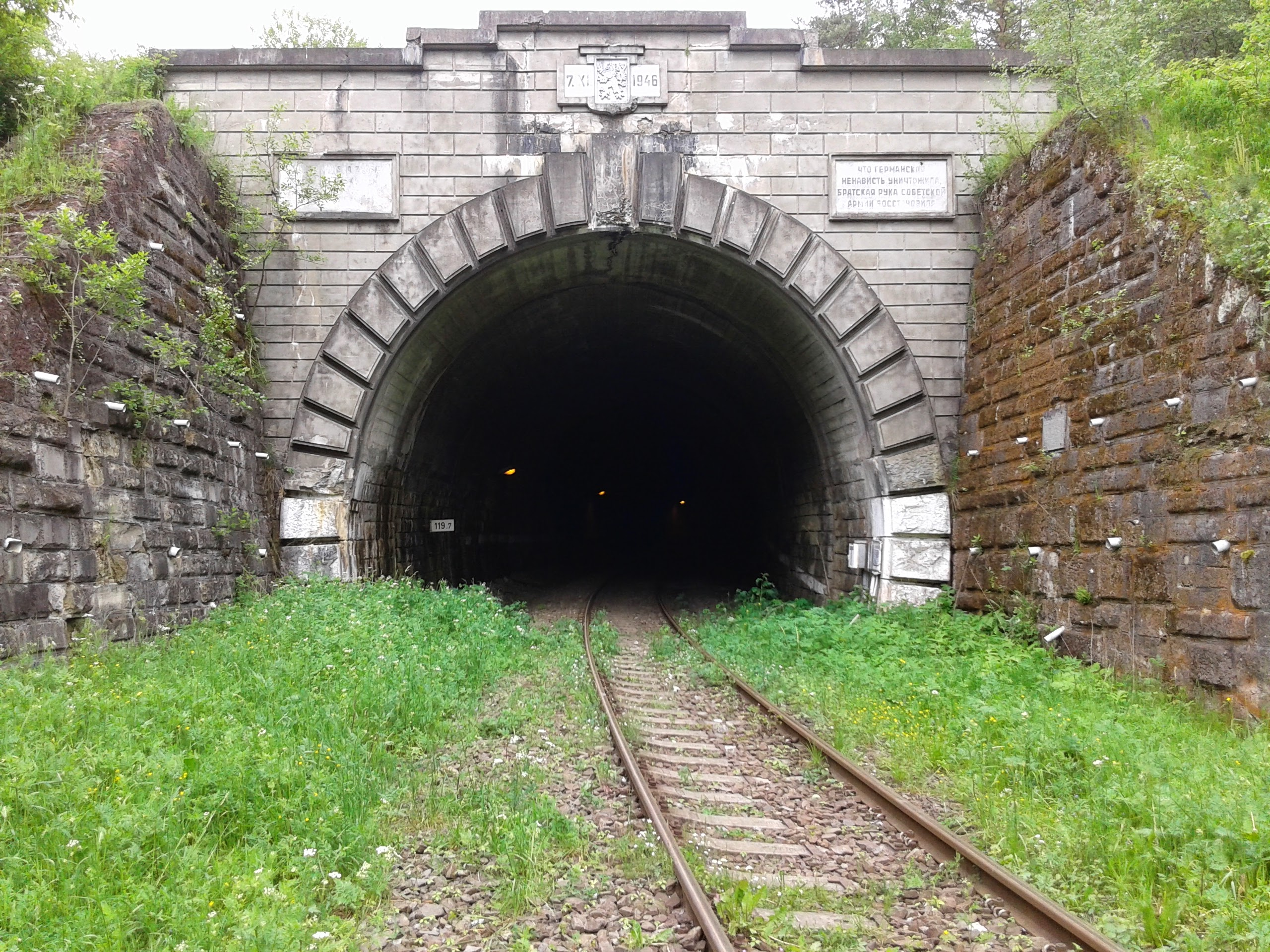
Wlot do tunelu od strony Słowackiej

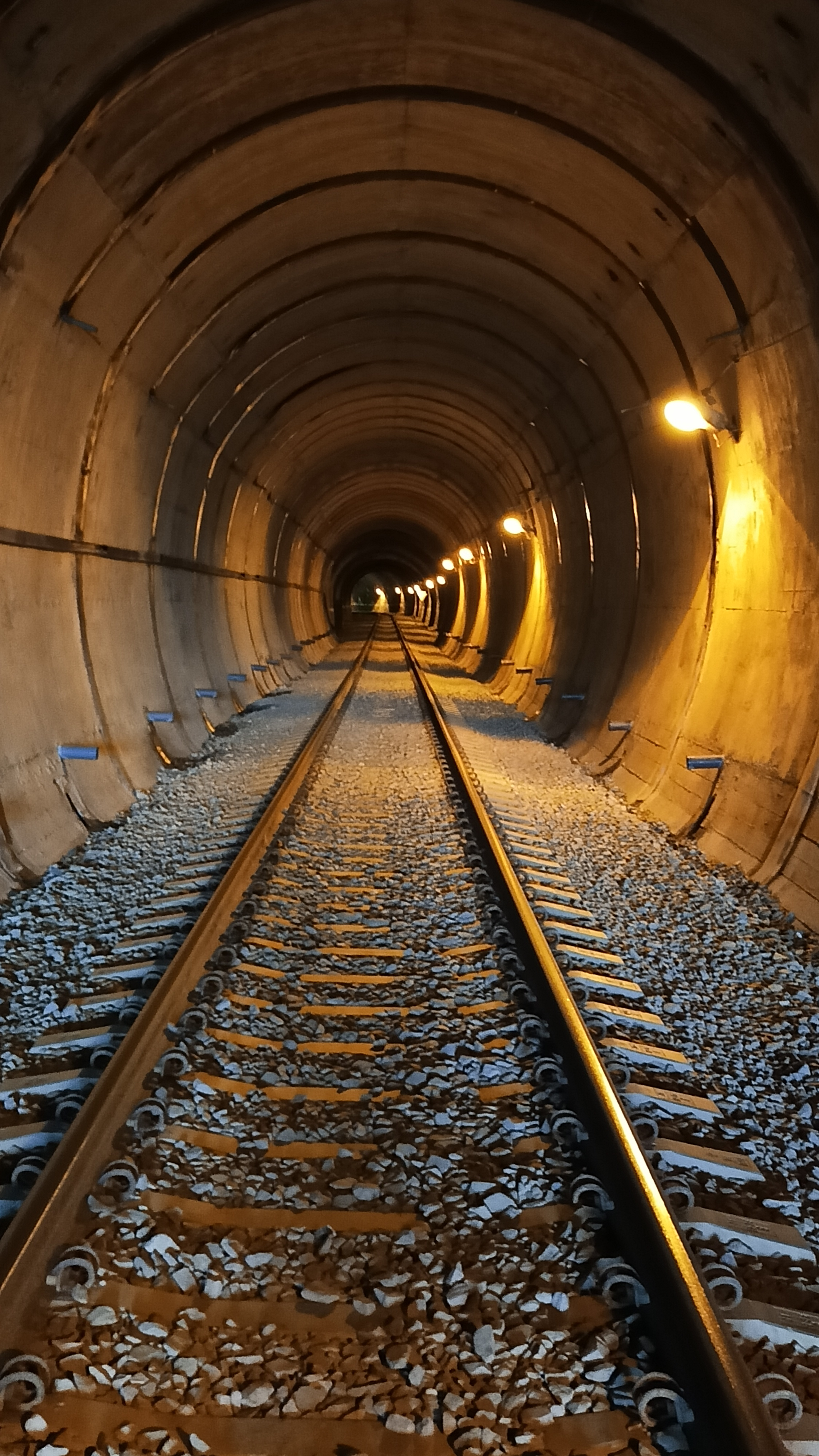
Wnętrze tunelu w części Polskiej

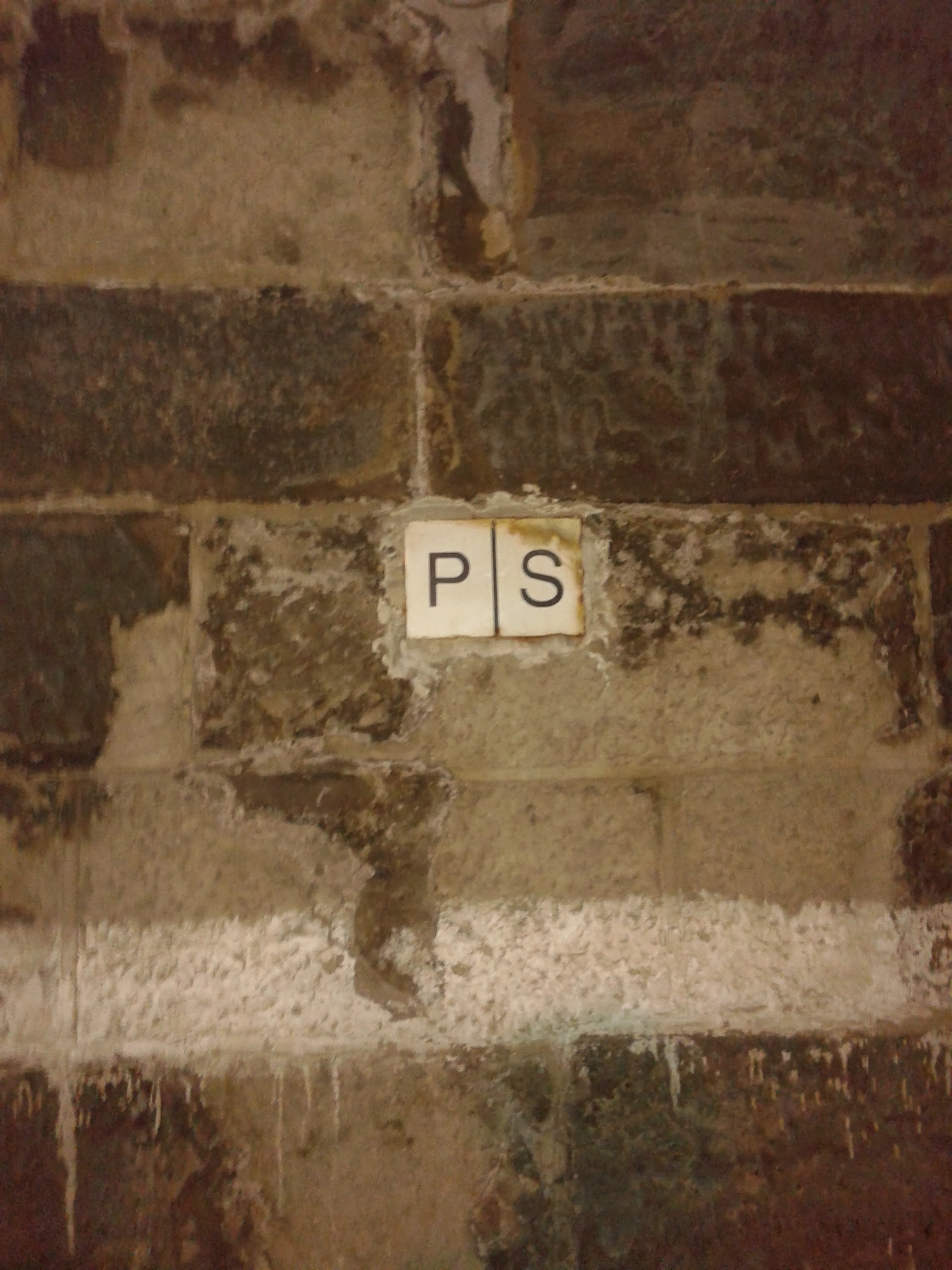
Granica SK/PL we wnętrzu tunelu

Tunel kolejowy Łupków w Starym Łupkowie – obiekt inżynieryjny na pograniczu Bieszczadów i Beskidu Niskiego, łączący polską i słowacką sieć kolejową. Tunel oddany został do użytku 30 maja 1874 roku.

## Budowa tunelu
Budowa Pierwszej Węgiersko-Galicyjskiej Kolei (Erste Ungarisch-Galizische Eisenbahn) łączącej strategiczny obszar Węgier i Galicji – dzisiejszy Budapeszt ze Lwowem przez Przemyśl – została zapoczątkowana już w 1868 r. definitywnym wyborem trasy przez Przesmyk Łupkowski (zamiast Dukielskiego). Prace budowlane rozpoczęto 12 marca 1870 r., a pierwszy odcinek Michalany – Humenné został przekazany do eksploatacji 25 grudnia 1871 r. Następny rok okazał się bardzo nieprzychylny dla budowy tunelu łupkowskiego: najpierw na wiosnę doszło do obsunięcia gruntu, potem prace spowalniała epidemia cholery, a warunki geologiczne wymuszały liczne zmiany całego projektu – zmieniono przekrój tunelu. Linia przez tunel łupkowski została przebudowana na dwutorową w roku 1896.
Skrócono długość tunelu do połowy oraz konieczne okazało się wzmocnienie jego ścian. Do sierpnia 1872 r. został zbudowany odcinek z Humennégo aż do tunelu, w grudniu 1872 r. dobudowano trasę od strony północnej z Komańczy do Łupkowa. Ruch pociągów z Węgier w stronę tunelu rozpoczęto 12 czerwca 1873 r., ale na skutek nieukończenia budowy tunelu, przesyłki nadal transportowano za pomocą wozów na galicyjską stronę kolei, do Łupkowa. Finansowe kłopoty spółki spowodowane wspomnianymi komplikacjami spowodowały opóźnienie budowy całej kolei, którą ostatecznie zakończono oddaniem do użytku tunelu łupkowskiego 30 maja 1874 r. Linia była jednotorowa aż do roku 1896, kiedy ułożono w tunelu drugi tor. Długość odcinka między stacjami Medzilaborce i Łupków wynosi 15,613 km, z czego 14,547 km znajduje się na terenie Słowacji, gdzie maksymalne nachylenie wynosi 26‰, a najmniejszy łuk ma po rekonstrukcji promień 250 m (przedtem 200 m). Łupkowski tunel ma 416 m długości (z czego 234 m na terenie Słowacji) z maksymalnym wzniesieniem wynoszącym 22‰, po polskiej stronie nachylenie wynosi 24‰, a po dalszych ok. 400 metrach za granicą linia opada spadkiem o wartości 18‰ do pobliskiej stacji Łupków. Najwyżej położony punkt tunelu u jego podstawy znajduje się przy wlocie od strony Polski na wysokości 627 m n.p.m. i ulega obniżeniu w stronę Słowacji. Najwyżej położony punkt linii kolejowej przebiegającej przez tunel znajduje się ok. 80 m przed wlotem do tunelu od strony Polski na wysokości 630 m n.p.m. Od tego miejsca tory ulegają obniżeniu zarówno w stronę stacji Łupków, jak i w stronę Słowacji.
Tunel został wysadzony przez polskich obrońców w toku ataku Republiki Słowackiej na Polskę 1 września 1939. Następnego dnia podczas wypadu w rejonie tunelu poległ dowódca kompanii Korpusu Ochrony Pogranicza z Barwinka, por. Częstochowski. Zniszczony podczas działań wojennych 1944–1945 tunel został odbudowany w 1947.

## Ruch pociągów
Obecnie przez tunel kursuje pociąg relacji Rzeszów-Medzilaborce.